# Kapetan Amerika: Ratnik zime
Kapetan Amerika: Ratnik zime je američki film redatelja Anthonyja Joea Russoa iz 2014. godine.
Baziran je na liku Marvel Comicsa Kapetan Amerika, kojeg glumi Chris Evans. Film je producirao Marvel Studios, a distribuirao ga je Walt Disney Studios Motion Pictures. Deveti je film u Marvel Cinematic Universeu i nastavak filma Kapetan Amerika: Prvi osvetnik. Osim Evansa, glumačku postavu čine Scarlett Johansson, Sebastian Stan, Anthony Mackie, Cobie Smulders, Frank Grillo, Emily VanCamp, Hayley Atwell, Robert Redford i Samuel L. Jackson.
U filmu, Kapetan Amerika, Black Widow i Falcon udružuju snage kako bi razotkrili zavjeru u organizaciji pod imenom S.H.I.E.L.D. i suočili se s tajanstvenim ubojicom poznatim kao Ratnik Zime.

## Radnja
Dvije godine nakon bitke u New Yorku, Steve Rogers živi u Washington D.C., gdje radi za S.H.I.E.L.D. dok se pokušava prilagoditi modernom društvu. Rogers i Natasha Romanoff poslani su zajedno sa S.T.R.I.K.E. timom, na čelu s agentom Rumlowom, da oslobode taoce na S.H.I.E.L.D.-ovom brodu kojeg je napao plaćenik Georges Batroc. Steve je otkrio Romanoffu kako uzima datoteke s brodskih računala bez njegovog znanja. U sjedištu agencije, Triskelion, Rogers traži objašnjenja od Nicka Furyja, koji mu pokazuje projekt "Insight": tri Helicarriera povezana sa špijunskim satelitima i dizajnirana da spriječe bilo kakvu prijetnju. Fury ne uspijeva dešifrirati podatke koje je pronašla Natasha i, sumnjivo, traži od Alexandera Piercea, glavnog tajnika S.H.I.E.L.D.-a, da odgodi projekt Insight.
Furyja napadaju ljudi predvođeni ubojicom poznatim kao Ratnik Zime. Fury uspijeva pobjeći i skriva se u Rogersovoj kući, ali nakon što je Rogersu dao USB s podacima, Furyja je ubio Ratnik Zime. Sutradan Rogersa poziva Alexander Pierce, a kada odbije Pierceu otkriti informacije o Furyju, proglašava ga neprijateljem S.H.I.E.L.D.-a i prisiljen je pobjeći. Steve se sastaje s Natashom i zahvaljujući podacima USB-a otkrivaju tajni bunker S.H.I.E.L.D.-a pod kampom Lehigh, u New Jerseyu, vojnoj bazi u kojoj je Rogers treniran tijekom Drugog svjetskog rata. Tamo aktiviraju superračunalo koje sadrži svijest Arnima Zole, koji im otkriva da je od osnutka S.H.I.E.L.D.-a HYDRA potajno infiltrirala u organizaciju, šireći kaos diljem svijeta u nadi da će čovječanstvo spontano odustati od slobode u zamjenu za sigurnost i eliminirati moguće prijetnje poput Howarda Starka. Rogers i Romanoff tada uspijevaju preživjeti raketu lansiranu protiv bunkera i shvatiti da je Pierce vođa HYDRA-e.
Njih dvoje traže pomoć od Sama Wilsona, Steveovog prijatelja i bivšeg padobranca USAF-a (United States Air Force Pararescue) i pilota krilnog odijela "Falcon". Njih troje ispituju agenta Jaspera Sitwella, zapravo člana HYDRA-e, koji im otkriva da je Zola razvila algoritam sposoban identificirati pojedince koji bi se u budućnosti mogli suprotstaviti njihovim planovima, a zatim ih eliminirati zahvaljujući novom Helicarrieru. Rogersa, Romanoffu i Wilsona napada Ratnik Zime, koji ubija Sitwella. Tijekom bitke Rogers otkriva da je Ratnik Zime zapravo Bucky Barnes, njegov najbolji prijatelj, zarobljen i podvrgnut eksperimentima tijekom Drugog svjetskog rata. Trojac spašava Mariju Hill, koja ih vodi u sigurno utočište gdje Fury, koji je lažirao svoju smrt, planira misiju sabotiranja Helicarriersa zamjenom njihovih kontrolnih čipova.
U Triskelionu, članovi Svjetskog vijeća sigurnosti dolaze svjedočiti lansiranju Helicarriera, a Steve komunicira s cijelom S.H.I.E.L.D. bazom pravog HYDRA plana. Black Widow, prerušena u člana Vijeća, razoruža Piercea, kojeg je Fury prisilio da otključa bazu podataka S.H.I.E.L.D.-a, kako bi cijelom svijetu otkrio prave planove HYDRA-e. Nakon kratke borbe, Fury puca u Piercea, ubivši ga. U međuvremenu, Rogers i Wilson napadaju Helicarrierse i uspijevaju zamijeniti dva od tri čipa, ali Ratnik Zime uništava Wilsonov oklop i pridružuje se Rogersu na posljednjem Helicarrieru. Tijekom borbe Rogers pokušava vratiti Buckyjevo pamćenje i uspijeva zamijeniti posljednji čip, dopuštajući tako Mariji Hill da preuzme kontrolu i dopusti trojici Helicarriera da se međusobno unište. Helicarrier na kojem se nalaze Rogers i Ratnik Zime zabijaju se u Triskelion, a Rogers pada u rijeku Potomac i pada u nesvijest. Ratnik Zime ga izvlači iz vode i nestaje u šumi. S kompromisom S.H.I.E.L.D.-a Natasha se pojavljuje pred senatskim odborom kako bi dala objašnjenja, a Fury, za kojeg se vjeruje da je mrtav, kreće u potragu za preostalim HYDRA stanicama, dok Rogers i Wilson odlučuju krenuti u potragu za Ratnikom Zime.
U sceni tijekom odjavne špice, barun Strucker i neki znanstvenici, u HYDRA laboratoriju, proučavaju Lokijevo žezlo i dva zatvorenika: jedan se može kretati nevjerojatnom brzinom, dok drugi posjeduje telekinetičke moći. U sceni nakon odjavne špice, Ratnik zime posjećuje Buckyjev memorijal u Smithsonian Institution-u.

## Glumci
- Chris Evans kao Steve Rogers / Kapetan Amerika: vojnik Drugog svjetskog rata koji kroz serum posjeduje poboljšane ljudske fizičke sposobnosti.
- Scarlett Johansson kao Natasha Romanoff / Black Widow: visoko obučeni špijun koja radi za S.H.I.E.L.D. Film će istražiti više njezine prošlosti i stvoriti blisko prijateljstvo s Kapetanom Amerika.
- Sebastian Stan kao James "Bucky" Barnes / Ratnik zime: najbolji prijatelj Stevea Rogersa, prijavljen kao preminuo tijekom Drugog svjetskog rata, pretvoren je u nemilosrdnog ubojicu nakon ispiranja mozga od strane HYDRA-e.
- Anthony Mackie kao Sam Wilson / Falcon: ex-padobranac stručnjak u zračnoj borbi kroz mehanička krila. On je saveznik Kapetana Amerike.
- Cobie Smulders kao Maria Hill: agentica koja blisko surađuje s Nick Furyjem.
- Frank Grillo kao Brock Rumlow: agent S.H.I.E.L.D.-a, operativac S.T.R.I.K.E. tima, zapravo član HYDRA-e.
- Emily VanCamp kao Sharon Carter / Agent 13: S.H.I.E.L.D.-ova agentica i susjeda Stevea Rogersa.
- Hayley Atwell kao Peggy Carter: umirovljena časnica Strateškog Znanstvenog Rezervata, suosnivač S.H.I.E.L.D.-a i ljubavni interes Stevea Rogersa.
- Robert Redford kao Alexander Pierce: jedan od vođa S.H.I.E.L.D.-a, zapravo član HYDRA-e.
- Samuel L. Jackson kao Nick Fury: direktor S.H.I.E.L.D.-a

Osim toga, Toby Jones, Maximiliano Hernández i Garry Shandling repriziraju svoje uloge iz prethodnih MCU filmova Arnima Zole, Jaspera Sitwella i senatora Sterna. Georges St-Pierre glumi Georgesa Batroca. Callan Mulvey glumi Jacka Rollinsa. Chin Han, Jenny Agutter (koja se prethodno pojavila u Osvetnicima), Alan Dale i Bernard White igraju članove Svjetskog vijeća sigurnosti.

### Cameo
- Stan Lee kao zaštitar Smithsonian Institution-a.
- Ed Brubaker tvorac lika Kapetana Amerike, pojavljuje se kao jedan od znanstvenika koji rade na Ratniku zime.
- Joe Russo ko-redatelj, kao liječnik koji pomaže Nicku Furyju.

Thomas Kretschmann, Henry Goodman, Elizabeth Olsen i Aaron Taylor-Johnson glume Baruna Struckera, Dr. List, blizance Wandu i Pietra Maximoffa u sceni tijekom odjavne špice.

## Produkcija

### Razvoj
U travnju 2011., prije nego što je Kapetan Amerika: Prvi osvetnik objavljen u kinima, scenaristi Christopher Markus & Stephen McFeely objavili su da je Marvel već angažirao dvojac da radi na nastavku filma. U rujnu 2011. godine Chris Evans je rekao da nastavak možda neće biti objavljen do 2014. godine. U siječnju 2012. godine, Neal McDonough, koji je glumio Dum Duma Dugana u filmu Kapetan Amerika: Prvi osvetnik, spomenuo je da će nastavak vjerojatno biti snimljen nakon završetka filma Thor: Svijet tame, koji bi vjerojatno bio prije kraja 2012. godine. Do ožujka 2012. godine Marvel je smanjio moguće redatelje za nastavak na tri kandidata: Georgea Nolfija, F. Garyja Graya i braću Anthonyja i Josepha Russoa. Walt Disney Studios najavio je planirano izdanje nastavka filma Kapetan Amerika: Prvi osvetnik 4. travnja 2014. Disney je rekao: "Drugi nastavak će se nastaviti tamo gdje... Osvetniciodlaze, dok Steve Rogers nastavlja svoju povezanost s Nickom Furyjem, S.H.I.E.L.D.-om i bori se da prihvati svoju ulogu u suvremenom svijetu.". Markus je kasnije pojasnio: "Mislim da je S.H.I.E.L.D. voda u kojoj Rogers pliva. To je definitivno film Kapetana Amerike. Znate, ako je prvi film bio film o američkoj vojsci, onda je ovo film o S.H.I.E.L.D.-u... Naučit ćete više o S.H.I.E.L.D.-u. Naučit ćete odakle je došao i kamo ide i neke od cool stvari koje imaju." U travnju je F. Gary Gray povukao svoje ime iz režiranja, odlučivši umjesto toga režirati biografski film Straight Outta Compton.

### Snimanje
Glavno snimanje započelo je 1. travnja 2013. u studiju Raleigh Manhattan Beach Studios u Los Angelesu, pod radnim nazivom Freezer Burn. Scene koje se odvijaju na Lemurian Staru snimljene su na zapovjedniku lansiranja mora, usidrenom u Long Beachu u Kaliforniji. Početkom svibnja Dominic Cooper potvrdio je da će se vratiti kao Howard Stark. Produkcija se 14. svibnja 2013. preselila u Washington, D.C. sa snimanjem u National Mallu i mostu Theodore Roosevelt. Sljedećeg dana, Garry Shandling je viđen na setu kako ponavlja svoju ulogu Iron Mana 2, senatora Sterna. Ostale lokacije snimanja u Washingtonu, D.C. uključivale su hotel Willard i Dupont Circle.
Snimanje u Clevelandu započelo je 17. svibnja i trebalo je trajati do sredine lipnja, a lokacije su bile predviđene na West Shorewayu, postrojenju za pročišćavanje otpadnih voda Southerly u Cuyahoga Heightsu i brani groblja Lakeview. Cleveland je izabran kao zamjena za Washington, D.C, a istočna 6. ulica grada udvostručena je kao 7. i D Streets na jugozapadu D.C.-a. Ostale lokacije u Clevelandu uključivale su Banku federalnih rezervi u Clevelandu, Javnu knjižnicu Cleveland, Državno sveučilište Cleveland, Cleveland Arcade, Tower City Center, Cleveland Museum of Art i Povijesno društvo zapadnih rezervi. Snimke interijera također su snimljene unutar privatnih kuća i kongregacijske crkve Hodočasnika u Tremontu. Snimanje u Clevelandu završeno je 27. lipnja 2013. godine.
Trent Opaloch, najpoznatiji po svom radu na Okrugu 9 i Elysiumu, doveden je kao direktor fotografije. Opaloch je rekao da su, pokušavajući oponašati trilere iz 1970-ih koji su poslužili kao inspiracija piscima i redateljima, uprizorenje i rasvjeta pokušali donijeti realizam kroz "klasično kadriranje i naturalističko osvjetljenje", a snimanje je obavljeno ručnim kamerama. Kaskaderski rad usmjeren je na realistično djelovanje, davanje prioriteta praktičnim učincima. Scene borbe bile su postavljene mjesecima, s koreografijom koja je imala za cilj istaknuti nadljudske kvalitete Kapetana Amerike: napad na brod S.H.I.E.L.D. imao je nevidljivost dok je kapetan nokautirao neprijatelje kako bi spriječio otkrivanje, a borba na autocesti s Ratnikom zime bila je više "last minute" kako bi se istaknula borba likova za opstanak.
Za razliku od brzog uređivanja i pomicanja kamera modernih akcijskih filmova, Ratnik zime imao je za cilj prikazati duže akcijske scene koje su se osjećale visceralnije i opasnije. Braća Russo su spomenuli scenu banke, pljačke Heata kao veliki utjecaj, koju su opisali kao "najintenzivnijih osam minuta snimanja filma koje sam vidio u kinu", i akcijske scene redatelja Briana De Palme, poput pljačke trezora u Nemoguća misija (1996.), gdje se "vrlo simpatični likovi stavljaju u nemoguće situacije da je publika stavljena na rub kako će pobjeći". Primjeri takvih scena uključuju zasjede na Nicka Furyja na ulici i Kapetana Ameriku u dizalu.

## Glazba
U lipnju 2013. godine Henry Jackman najavio je da će skladati soundtrack filma. Album soundtracka objavio je Hollywood Records 1. travnja 2014.

## Distribucija

### Kino
Kapetan Amerika: Ratnik zime objavljen je na 32 tržišta 26. ožujka 2014. i u Sjevernoj Americi 4. travnja 2014., u 2D, 3D i IMAX 3D. Film je debitirao na 668 IMAX ekrana diljem svijeta, što je rekord za filmove koji su objavljeni u travnju. Chris Evans i Scarlett Johansson na aukciji su prodali propusnice za jednu od premijera u dobrotvorne svrhe. Kapetan Amerika: Ratnik zime je 2. dio druge faze MCU-a.

### Home video
Kapetan Amerika: Ratnik zime objavio je Walt Disney Studios Home Entertainment za digitalno preuzimanje 19. kolovoza 2014. i na Blu-rayu, Blu-rayu 3D-u i DVD-u 9. rujna 2014. Fizička medijska izdanja uključuju snimke iza kulisa, audio komentare, izbrisane scene i rolu bloopera.
Film je također prikupljen u box setu s 13 diskova, pod nazivom "Marvel Cinematic Universe: Phase Two Collection", koji uključuje sve filmove druge faze u Marvelovom filmskom svemiru. Objavljen je 8. prosinca 2015. Kapetan Amerika: Ratnik zime pušten je u 4K UHD Blu-Rayu 23. travnja 2019.

## Nastavak
Nastavak pod nazivom Kapetan Amerika: Građanski rat objavljen je u hrvatskin kinima 5. svibnja 2016., ponovno u režiji Anthonyja i Joea Russoa a napisali su ga Christopher Markus i Stephen McFeely. Evans, Johansson, Stan, Mackie, VanCamp i Grillo zaokupljaju svoje uloge Ratnika zime, a pridružuju im se Robert Downey Jr. kao Tony Stark/Iron Man, Paul Bettany kao Vision, Jeremy Renner kao Clint Barton/Hawkeye, Don Cheadle kao James "Rhodey" Rhodes/War Machine, Elizabeth Olsen kao Wanda Maximoff/Scarlet i Paul Rudd kao Scott-Lang/Ant-Man. Tom Holland kao Spider-Man i Chadwick Boseman kao T'Challa / Black Panther također su predstavljeni.

## Vanjske poveznice
- Službena stranica
- Kapetan Amerika: Ratnik zime u internetskoj bazi filmova IMDb-a